# Gpart
gpart je nástroj, který slouží k analýze pevných disků a vyhledávání diskových oddílů, které mohou existovat, ale chybějí v tabulce rozdělení disku.
gpart byl napsán Michailem Brzitwacem v Německu.